# 루디스텔로
루디스텔로(영어: LudiSTELO)는 대한민국의 일렉트로닉 스페이스 록 밴드이다.
박상진과 안성훈(ASH)가 2012년 11월 브루나이 여행중 현지 호텔에서 곡작업을 시작하면서 밴드가 시작되었다. 정글을 여행하던중 2곡의 데모를 만들었고 그중의 한곡이 2013년 싱글 《DELIGHT》에 수록된 〈Jungle Activity〉이다. 한국으로 돌아와 드러머 김주연을 만나면서 밴드의 포맷으로 완성되었고 2013년 4월 첫공연을 시작으로 본격적인 활동을 시작하였다. 2013 11월 《Play The Earth》, 12월 《DELIGHT》, 2014년 1월 《Water Roof》 등 3개의 싱글을 발매하였다. 2014년 정규 1집《Experience》를 발매했고, 한국컨텐츠문화원에서 선정한 2014 K-루키즈로 선정되었다. 정규 1집《Experience》는 제12회 (2015년) 한국대중음악상 최우수 댄스 & 일렉트로닉 음반 후보에 선정되었고, 이후 2015년 1월 20일 일렉트로닉 스페이스 록 사운드를 담은 정규 2집 《Flashpoint》를 발매하였다. 2016년 김주연(드럼) 탈퇴, 최현진(드럼), 김현수(베이스) 영입.

## 구성원
- 박상진 - 신시사이저, 보컬, 프로듀서
- 안성훈(애쉬) - 기타, 신시사이저, 보컬
- 최현진 - 드럼
- 김현수 - 베이스

## 음반 목록

### 싱글 음반
- Colors X Colored Kolsch (2014년 7월 22일 발매)

1. Colors X Colored Kolsch

- Water Roof (2014년 1월 8일 발매)

1. Water Roof
2. Magical Lights

- DELIGHT (2013년 12월 11일 발매)

1. Jungle Activity
2. Delight
3. Sunset of Your Sky

- Play the Earth (2013년 11월 7일 발매)

1. Play the Earth
2. Edge of the World
3. Play the Air

### 스튜디오 음반
- Flashpoint (2015년 1월 20일 발매)

1. Greeting of the Universe
2. A Calling Sign
3. Space 5432
4. Blossom
5. Green
6. 2nd Wind
7. Cosmic Wave
8. Colors
9. Aftermath

- Experience (2014년 4월 3일 발매)

1. Play The Earth
2. Water Roof
3. Sunset Of Your Sky
4. Before Sunrise
5. Magical Lights
6. Jungle Activity
7. Delight
8. Edge Of The World
9. Summer Hill
10. Play The Air
11. Before Sunrise (Radio Edit)

## 수상내역
- 2015년 제12회 한국대중음악상 최우수 댄스 & 일렉트로닉 음반 후보 선정. 1집  Experience (2014년 4월 3일 발매)
- 한국문화콘텐츠진흥원 선정 2014 K-Rookies(케이루키즈). 최종 3위
- 사운드홀릭 페스티발 루키 2014